# Samuel Scott
Pour les articles homonymes, voir Scott.
Samuel Scott est un peintre londonien spécialisé dans la peinture marine et la peinture topographique, né à Londres vers 1702 et mort à Bath le 12 octobre 1772.
Il est, avec le peintre de marines Peter Monamy, le représentant de l’école de peinture marine et de la deuxième génération de peintres de marines en Angleterre. Samuel Scott est un artiste qui bénéficie d’une notoriété tout au long de sa vie et est un acteur du développement de la peinture anglaise au XVIIIe siècle.
Samuel Scott devient le maître de William Marlow (1740-1813) peintre de paysages qui reste dans la tradition de son maître, et Sawrey Gilpin (1733-1807) jeune artiste qui se spécialise par la suite dans la peinture équestre.

## Biographie

### Ses débuts
Sa jeunesse et sa formation en tant que peintre reste très mystérieuse due à une manque d’information. Son nom en tant que peintre de marines apparaît pour la première fois en 1726 lors d’une vente aux enchères d’une de ses œuvres. Malheureusement, l’œuvre en question n’est pas identifiée et le nom du peintre disparaît et ne se distingue pas des autres peintres pendant quelques années. Ce n’est qu'en 1731, que Samuel Scott fait parler de lui grâce à son travail en collaboration avec l’artiste George Lambert, pour la commande de la Compagnie britannique des Indes Orientales pour la réalisation de 6 tableaux représentant ses principaux comptoirs commerciaux internationaux (Fort William à Calcutta, Bombay, Fort Saint George à Madras, l'île de Sainte Hélène, Tellicherry et le Cap de Bonne Espérance).

### Sa carrière
Samuel Scott commence sa carrière de peintre par des peintures représentant des batailles navales et des scènes de ports. Il s’inscrit ainsi dans la suite du mouvement lancé par les peintres néerlandais. En effet, avant le XVIIIe siècle, l’art en Angleterre est majoritairement réalisé par des artistes étrangers et notamment les Hollandais et Flamands qui arrivent massivement dans le pays au XVIIe siècle à la suite des répressions dans leur pays. Willem van de Velde l’Ancien et son fils Willem van de Velde le Jeune arrivent en Angleterre 1672 au service de Charles II d'Angleterre. Ce sont eux qui vont être les figures majeures du mouvement des peintures marines en Angleterre et influencer les artistes anglais et Samuel Scott.
Tout comme les Hollandais un siècle plus tôt, l’Angleterre au XVIIIe siècle rentre dans l’âge d’or de la peinture en lien avec son développement économique qui permet davantage d’investissement dans les arts. En lien avec les nombreuses batailles navales pour de nouveaux territoires, le commerce international et la volonté de l'Angleterre de s'imposer comme la première puissance maritime mondiale, les peintures marines deviennent très appréciées. Le contexte est propice au développement de ce genre pictural. Ainsi, Samuel Scott s’inscrit dans la continuité des peintres de marines hollandais. Cependant, il fait partie des peintres anglais qui observent et s’inspirent des artistes étrangers mais qui souhaitent s’en émanciper afin de créer un art anglais. De ce fait, Samuel Scott développe sa manière de peindre et s’impose progressivement comme le leader de l’école de peintures marines anglaise et comme un membre important de cette deuxième génération de peintre de marine, la première étant composée des artistes étrangers.
Ce n’est que vers 1740 que Samuel Scott se diversifie et commence à s’intéresser à la représentation de paysages urbains. Néanmoins, son intérêt est perçu seulement dans ses dessins tirés d’observations du réel. L’arrivée d'Antonio Canal dit Canaletto en 1742 permet un engouement et lance une mode à Londres pour ce genre de peinture. C’est après le départ du peintre vénitien en 1756 que Samuel Scott se lance véritablement dans les peintures topographiques tout en continuant de peindre des représentations navales. En effet, il profite de cette mode lancée par Canaletto pour prendre sa suite et s’illustre dans ce genre comme le peintre anglais majeur au XVIIIe siècle.

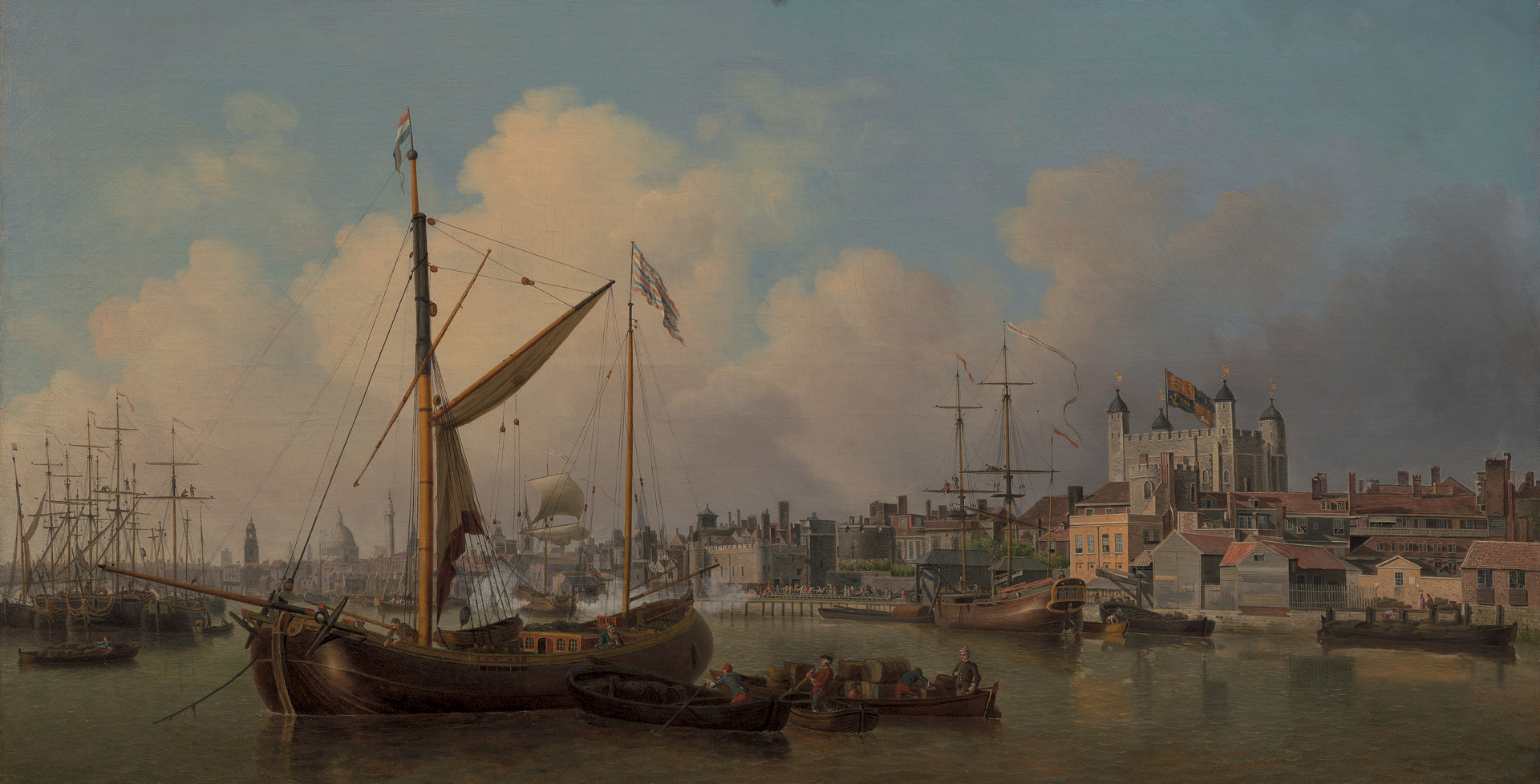
Samuel Scott, Une vue de la tour de Londres, le jour de l'anniversaire de Sa Majesté, 1771, huile sur toile,, Londres, YCBA, B1976.7.147

Durant sa carrière, Samuel Scott est qualifié par ses contemporains de « Van de Velde anglais » ou encore « Canaletto anglais ». Son nom est associé aux peintres les plus importants dans leur domaine, ce qui montre les capacités et la notoriété de Samuel Scott en tant que peintre de marines et de peintures topographiques.
Samuel Scott, atteint de la goutte, se retire chez sa fille à Ludlow en 1765 puis à Bath en 1769. Il continue de peindre. Sa dernière œuvre est Une vue de la Tour de Londres, le jour de l’anniversaire de Sa Majesté réalisée vers 1771 et envoyée à la Royal Academy. Il décède le 12 octobre 1772 en laissant derrière lui son atelier dont la totalité est vendu aux enchères peu de temps après son décès.

## Samuel Scott et son réseau

### Ses commanditaires majeurs
Samuel Scott est un artiste très actif dans la société londonienne. Il a su rapidement s’entourer et développer des relations qui lui ont permis de trouver sa place sur la scène artistique de la capitale et auprès de commanditaires. En effet, au début de sa carrière, Samuel Scott bénéficie du mécénat de la famille Walpole dont Robert Walpole est le comte d’Oxford et le Premier Ministre de Grande-Bretagne sous la monarchie de George Ier et George II. Ce dernier allait régulièrement manger chez le peintre, ce qui démontre son lien étroit avec les membres de cette famille qui participaient à la notoriété du peintre par des commandes d’œuvres et des éloges. Horace Walpole, le plus jeune fils du Premier ministre possédait plus d’œuvres de Samuel Scott que de n’importe quel autre artiste et vantait ses mérites et ses compétences de peintre auprès de la société londonienne.
En tant que Premier Ministre, on peut soumettre l’hypothèse que Robert Walpole ait recommandé le peintre de marine à la Compagnie britannique des Indes Orientales pour sa commande de six tableaux représentant les possessions anglaises et comptoirs commerciaux. Samuel Scott réalise cette commande avec le paysagiste George Lambert. C’est véritablement cette commande qui lance sa carrière et lui donne une notoriété en tant que peintre de marine.
Parmi les autres commanditaires du peintre, le vice-amiral George Anson (1697-1762) devient l'un des mécènes les plus importants de Samuel Scott. L’officier et sa femme Lady Anson font régulièrement appel au peintre afin de représenter les victoires de l'officier et mettre en valeur le commanditaire et sa famille. Ainsi, Samuel Scott a réalisé pour lui les œuvres La Capture du « Nuestra Sénora de Cavadonga » par le « HMS Centurion », 20 juin 1743 ; La victoire du Lord Anson au large du Cap Finisterre, 3 mai 1747 ; L’incendie de la bataille de Payta, Novembre 1741 ; ou encore, Le combat entre « Le Lion » et « l’Elizabeth ».

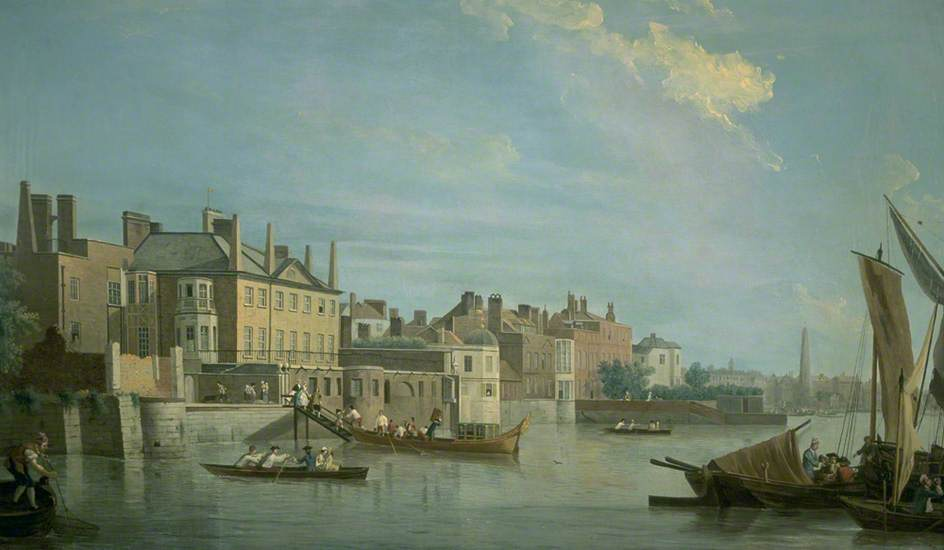
Samuel Scott, La Tamise avec la maison Montagu, à côté du pont de Westminster, Londres, v. 1749, huile sur toile,, Londres, Guildhall Art Gallery.

D’autre célèbres officiers ont fait appel à Samuel Scott pour représenter leur victoire, comme l'Amiral Lord Edward Vernon (1684-1757), qui a commandé l’œuvre La capture de Porto Bello, 21 novembre 1739 au peintre.
Concernant sa production de peintures topographiques, Samuel Scott va recevoir comme commanditaires des personnalités de la haute société londonienne comme John Montagu (1690-1749), second Duc des Montagu, pour lequel il a probablement peint l’œuvre La Tamise avec la maison Montagu, à côté du pont de Westminster, Londres. Son œuvre Construction du pont de Westminster est, quant à elle, achetée par William John Kerr (1737-1815), cinquième marquis de Lothian.
Ces commanditaires sont des personnalités importantes dans la société londonienne qui montrent que Samuel Scott était reconnu en tant que peintre et possédait grâce à ses commanditaires une grande notoriété dans son domaine.

### Associations d'artistes
Samuel Scott est un peintre très actif sur la scène artistique londonienne. En effet, il est un proche ami de Wiliam Hogarth (1697-1764), peintre anglais très reconnu, avec qui il part en excursion plusieurs jours pour dessiner les îles d’Écosse. De plus, le peintre de marine fait partie du club formé par Hogarth qui devient par la suite la « St Martin’s Lane Academy ». De plus, les deux peintres sont membres du Foundling Hospital, créé en 1739 par Thomas Coram. Ce dernier, amateur d’art, décide de créer cet orphelinat financé par le don d’œuvres d’artistes anglais. Pour cela, il invite quinze artistes, les plus reconnus du moment, à devenir membre de ce regroupement. Hogarth en est le premier gouverneur et décide qu’une partie du Foundling Hospital sera dédié à l’exposition des œuvres données par les artistes, ce qui fait de ce monument la première galerie ouverte gratuite d’Europe et la première association rassemblant officiellement des artistes en Angleterre.
Lorsque la « Society of artists » est créée en 1760, Samuel Scott y expose des œuvres en 1761, 1764 et 1765. Concernant l’Académie Royale créée en 1768, le peintre envoie seulement une œuvre Une vue de la tour de Londres le jour de l’anniversaire de sa Majesté, en 1771 lorsqu’il est à Bath et qu’il ne peut plus voyager dû à la maladie. Cette œuvre est l’une de ses dernières réalisations.
Le XVIIIe siècle est marqué par un développement d’associations d’artistes qui prône la valorisation d’un art anglais et Samuel Scott s’intègre dans toutes les associations les plus importantes.

## Ses œuvres
La production de Samuel Scott peut se couper en deux avec d’un côté les peintures marines représentant des scènes de ports, des portraits de navires et des batailles navales et les peintures marines que l’on peut appeler peintures topographiques qui représentent des paysages urbains.

### Les peintures marines
Les peintures marines se développent énormément au XVIIIe siècle grâce à la prospérité du commerce et de l’économie anglaise, et grâce à cet engouement pour le Nouveau Monde et la volonté de posséder de nouvelles terres et d’être la première puissance maritime mondiale. Ainsi, se dégage une volonté notamment des membres de la marine mais aussi des politiciens de représenter les victoires navales de la marine britannique. Cette tendance devient une véritable mode. Les membres de la marine, en particulier les hauts gradés comme le vice-amiral Anson ou encore Lord Edward Vernon, font appel à Samuel Scott et se plaisent à avoir chez eux une représentation des victoires auxquelles ils ont participé ou qu’ils ont coordonnées. Ces œuvres servent de souvenirs d’un événement et permettent de glorifier les membres de la marine y ayant participé mais aussi le pays en général. Il est donc important pour les commanditaires de choisir un peintre compétent pour représenter au mieux de manière réaliste mais avec une subtile glorification du commanditaire, l’événement voulu. Ainsi, Samuel Scott apparaît auprès de plusieurs commanditaires comme le peintre pour ce genre de représentation.

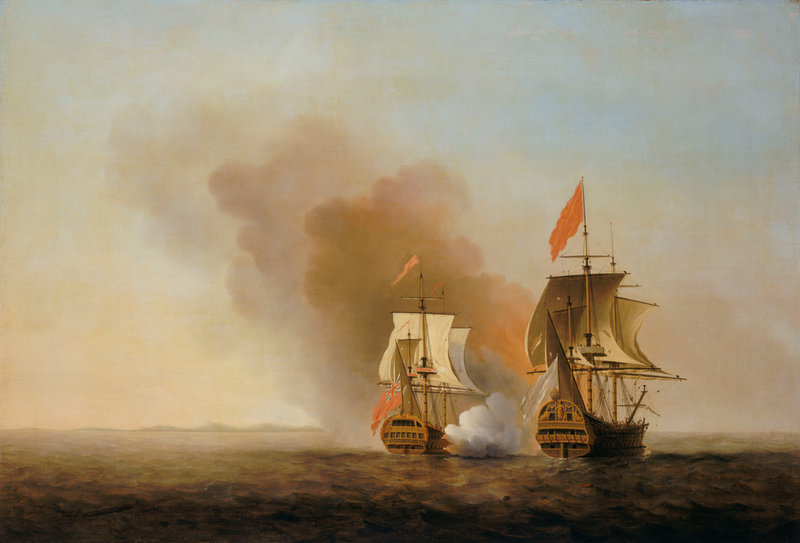
Samuel Scott, La capture du "Nuestra Señora de Cavadonga " par le "HMS Centurion", 20 juin 1743, v. 1743, huile sur toile, 102,9 × 151,1 cm, Londres, National Maritime Museum, BHC0360
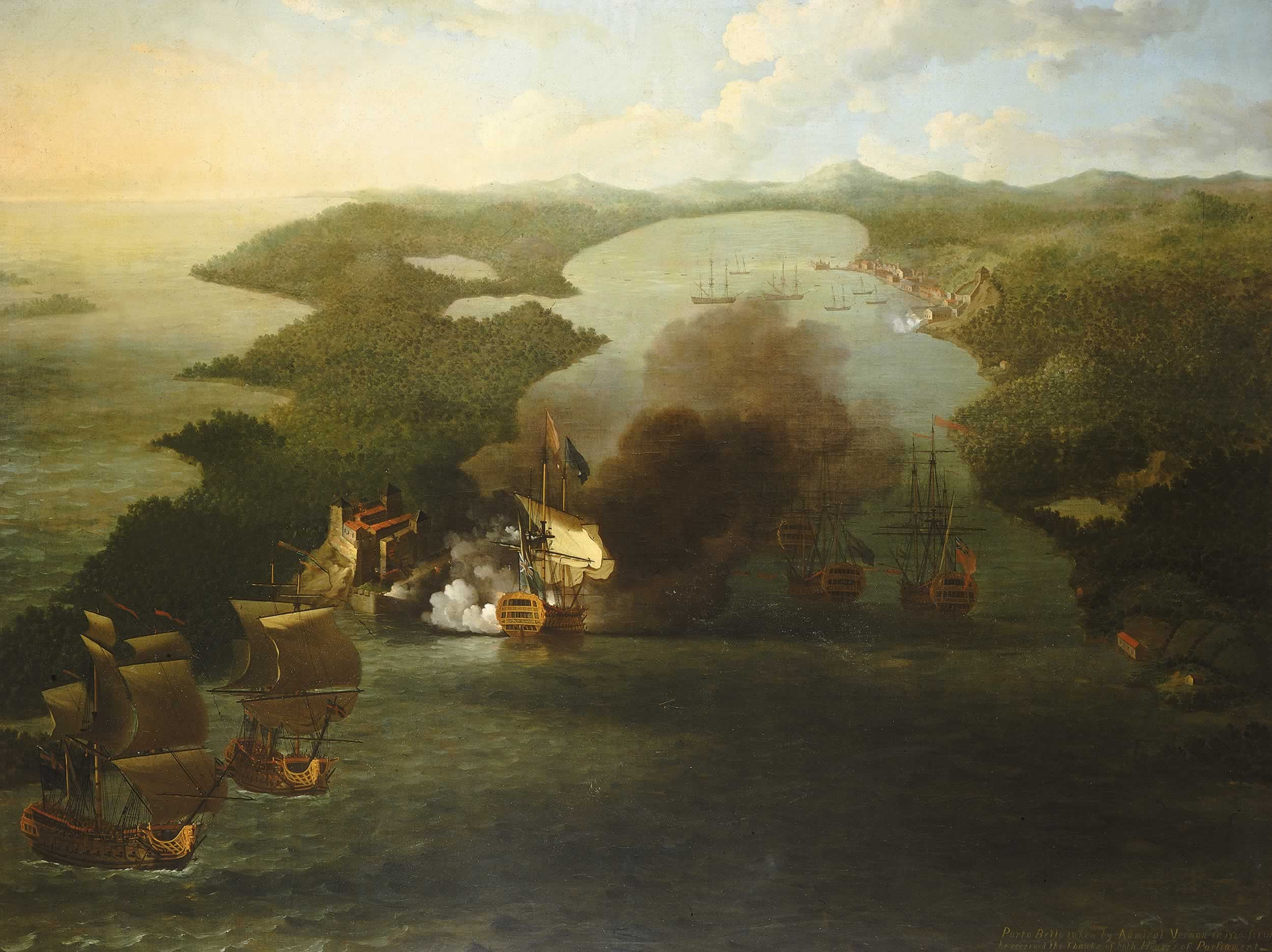
Samuel Scott, La capture de Puerto Bello, 21 novembre 1739, 1740, huile sur toile, 208,3 × 276,9 cm, Londres, National Maritime Museum, BHC0354
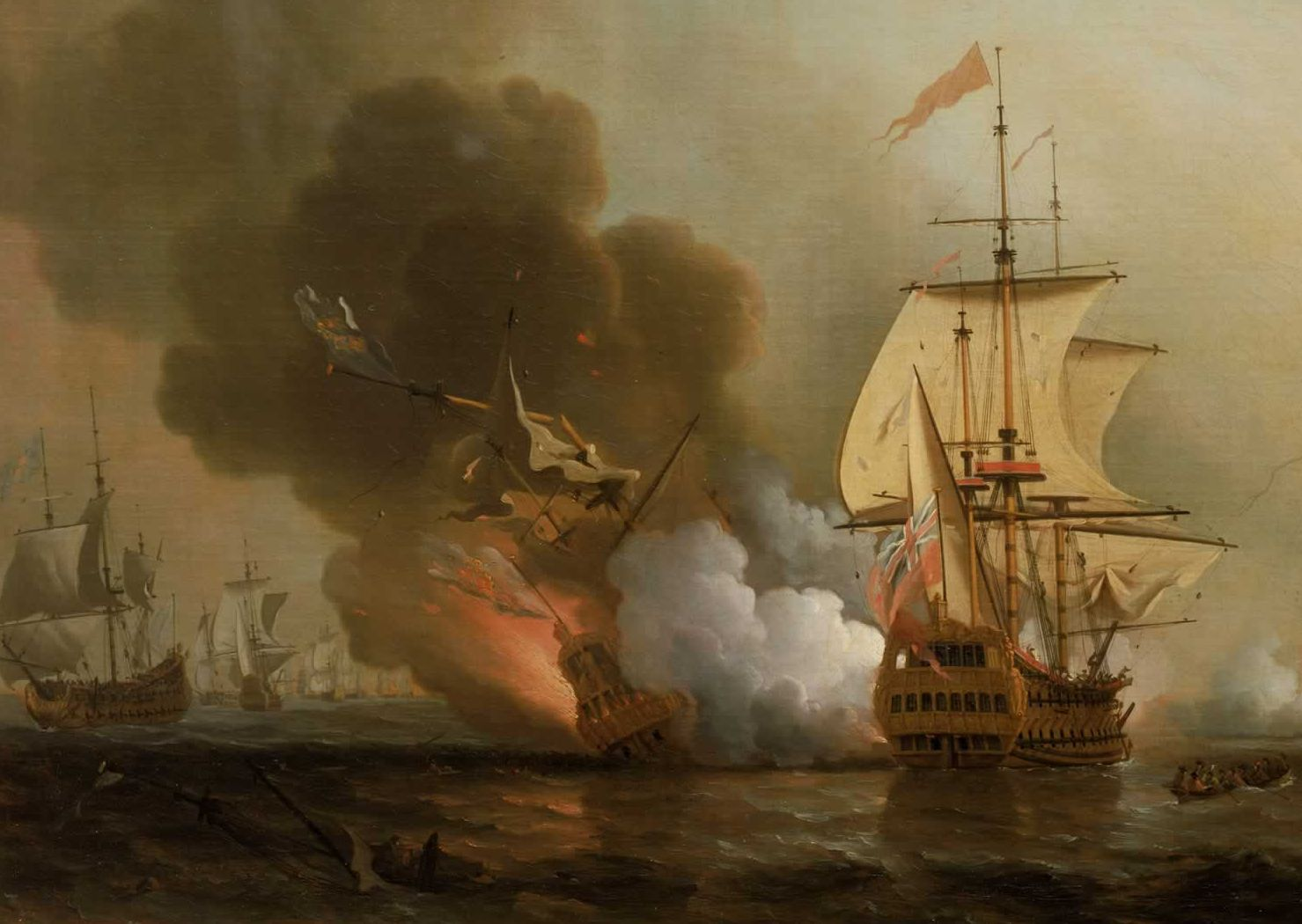
Samuel Scott, Action au large de Carthagène, 28 mai 1708, milieu du XVIIIe siècle, huile sur toile, 86,3 × 124,4 cm, Londres, National Maritime Museum, BHC0348
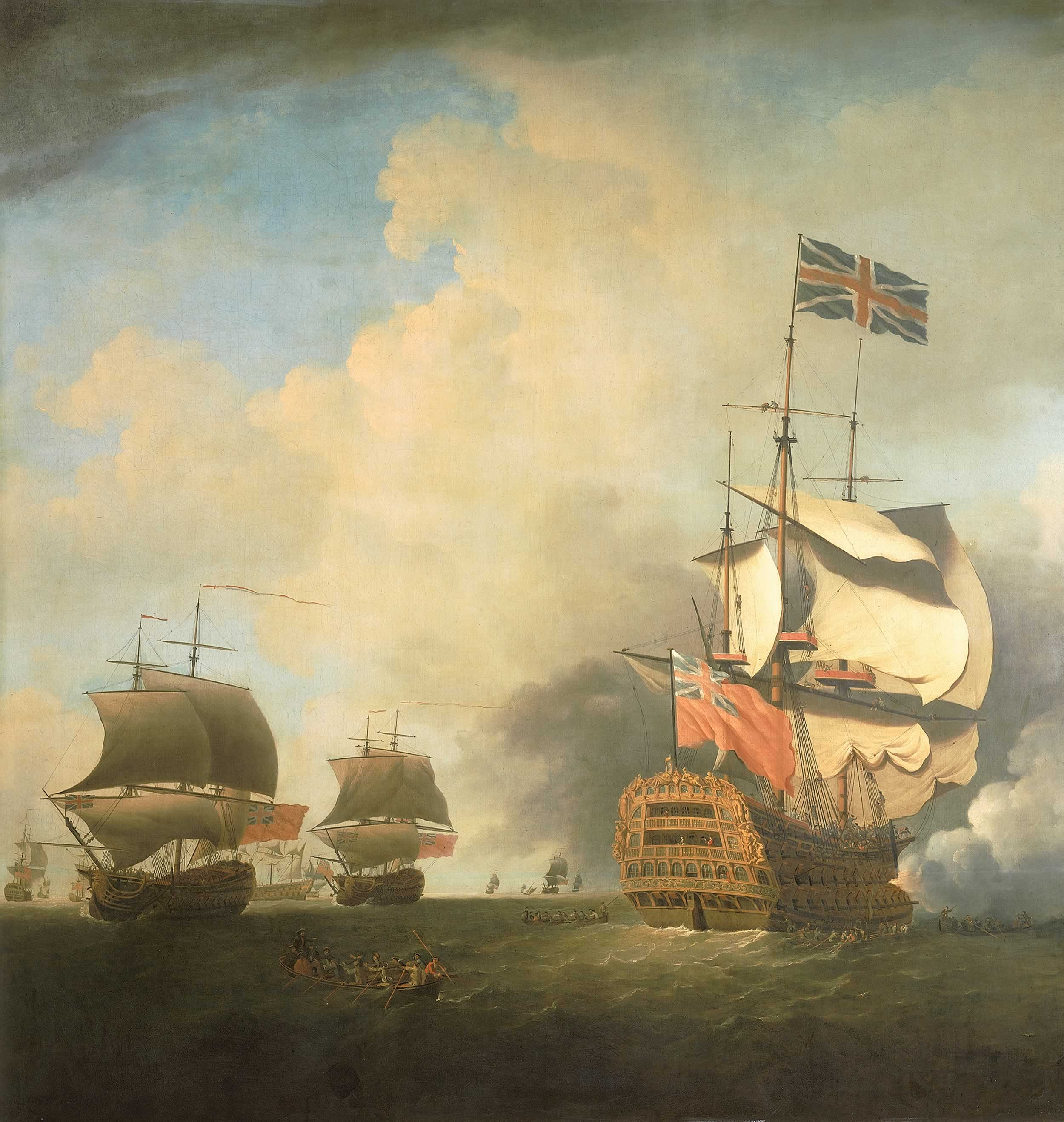
Samuel Scott, Un "First-rate" ramenant ses voiles, v. 1736, huile sur toile, 228,6 × 219,71 cm, Londres, National Maritime Museum, BHC1039
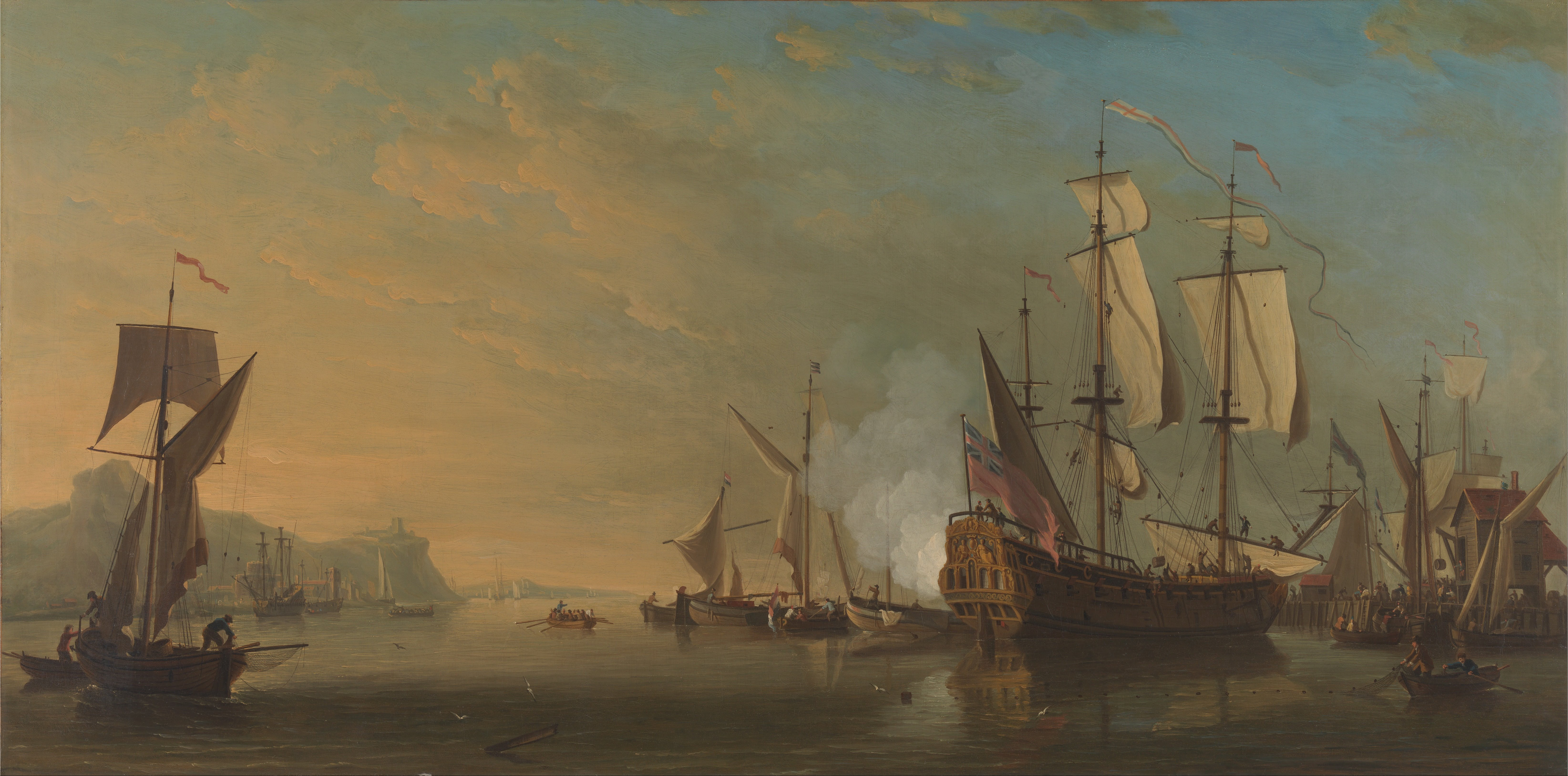
Samuel Scott, Expédition hors de Dover, 1738, huile sur toile, 67,3 × 134,6 cm, Londres, YCBA, B1981.25.562
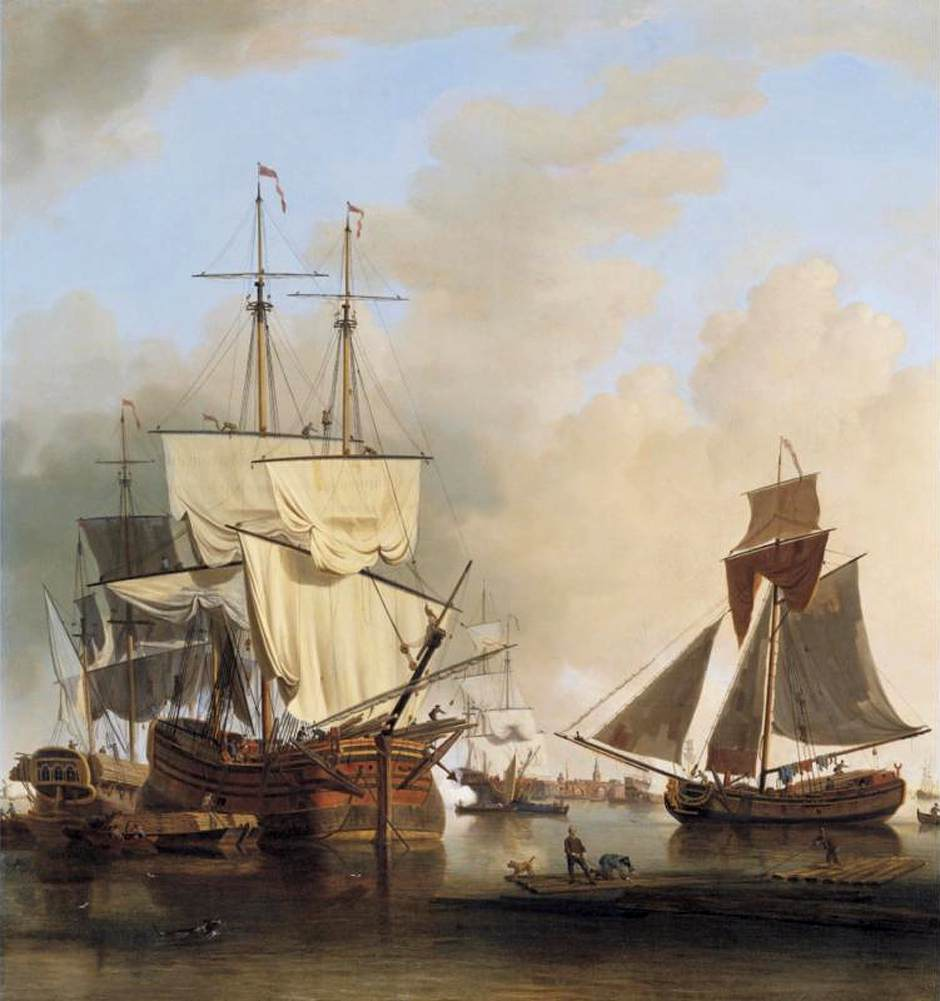
Samuel Scott, Expédition sur la Tamise au large de Rotherhithe, v. 1740, huile sur toile, 107 × 101 cm, Collection privée.

### Les peintures topographiques
Les représentations de vues urbaines, autrement dit les peintures topographiques, font partie des genres qui se développent énormément au XVIIIe siècle. Samuel Scott est l'un des premiers peintres anglais à se lancer dans ce domaine pictural et à y exceller.
En lien avec le Grand Tour qui lance le marché des œuvres souvenirs et avec le développement économique de l’Angleterre qui investit dans de nouvelles infrastructures, les Londoniens fiers de leur ville se plaisent à la voir représentée. Ce genre de peinture s’accroît fortement avec l’arrivée en 1749 du peintre vénitien Antonio Canal spécialiste des vedute. À cette date, Samuel Scott montrait déjà un intérêt pour les représentations topographiques mais seulement dans ses dessins. Cependant, il profite de l’engouement lancé par Canaletto et du départ de ce dernier pour reprendre le marché et répondre à la demande.Très vite, Samuel Scott devient une référence pour les représentations de Londres au XVIIIe siècle. Samuel Scott trouve dans la Tamise et ses quais un sujet qui le passionne. Ses œuvres sont des œuvres souvenirs qui permettent de voir quels étaient les monuments emblématiques chers aux Londoniens et qu’ils voulaient voir représentés. Elles sont aussi le témoignage des nouvelles infrastructures qui se construisent comme le pont de Westminster et le pont de Blackfriars. À travers ses œuvres, Samuel Scott montre la vie sur la Tamise avec les nombreux navires de guerre, mais aussi de pêche, les chalands qui transportent les matériaux, ou encore les simples promeneurs sur une barque.
Aujourd’hui encore, Samuel Scott reste un peintre important qui est une référence dans l’étude de Londres au XVIIIe siècle grâce à ses peintures réalistes qui donnent une image de ce qu’était la Tamise, la ville et ses citoyens.

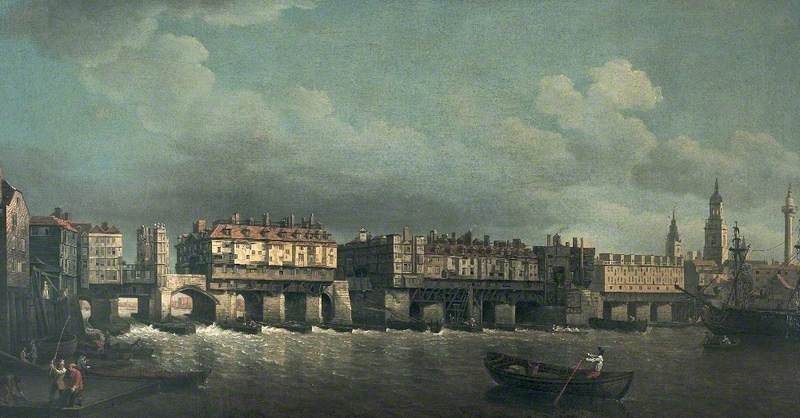
Samuel Scott, Le vieux pont de Londres, v. 1753, huile sur toile, 80 x 247 cm, Londres, Banque d'Angleterre, 0582
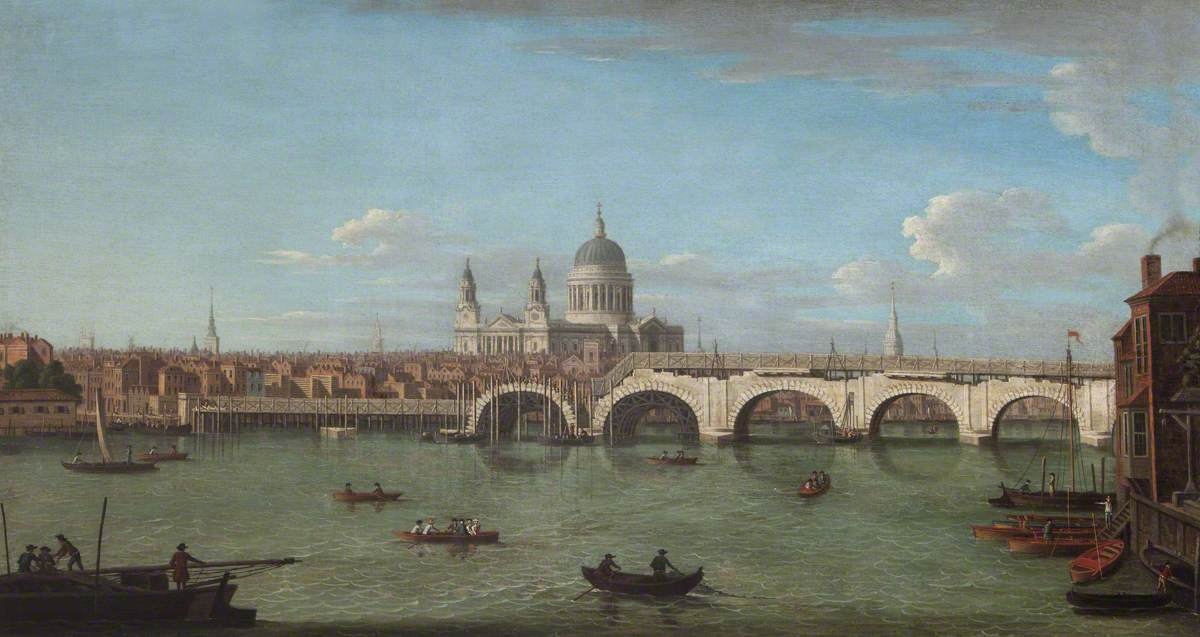
Samuel Scott, Le pont de Blackfriars en construction, v. 1760, Huile sur toile, 59 x 110 cm, Blicking Hall, Norwich, 355472
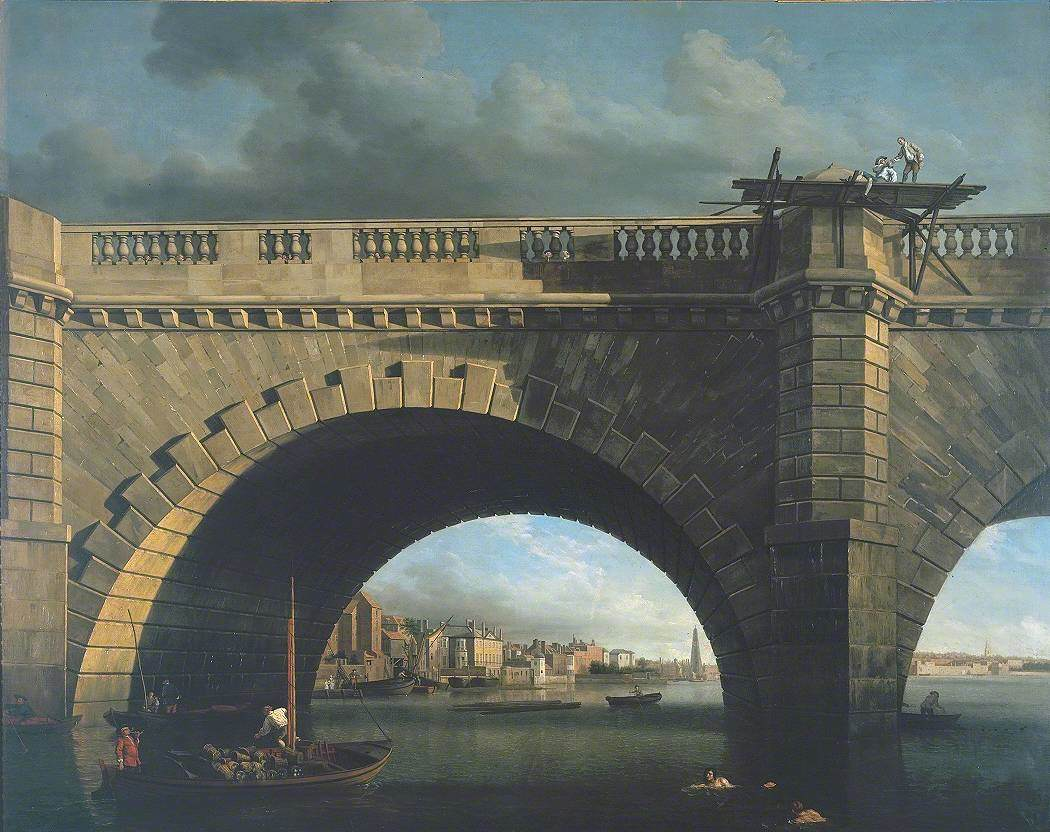
Samuel Scott, Une arche du pont de Westminster, v. 1750, huile sur toile, 135,7 x 163,8 cm, Londres, Tate Gallery, T0119
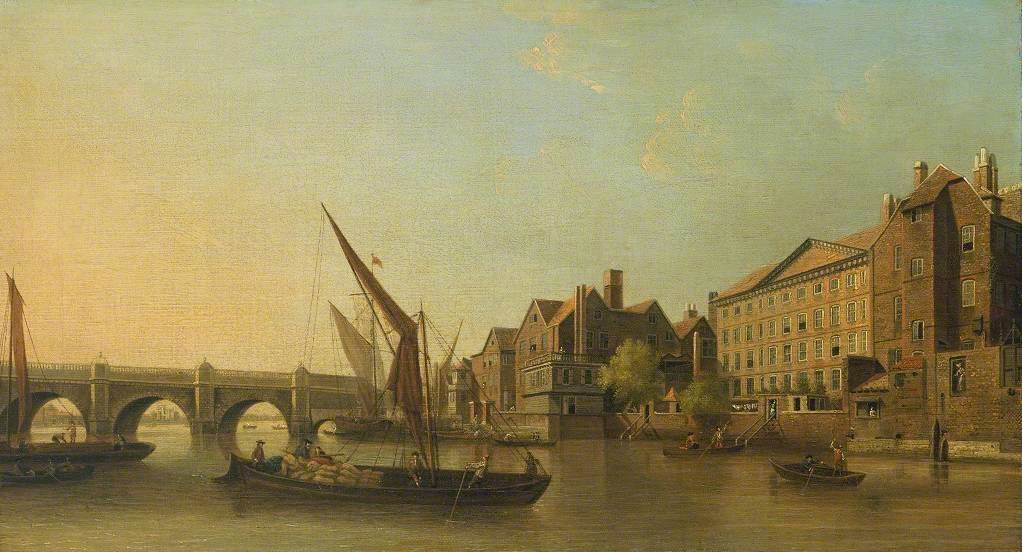
Samuel Scott, Une vue du pont de Westminster et des parties adjacentes, v. 1758, huile sur toile, 29,8 x54 cm, Londres, Tate Gallery, N00314
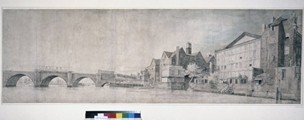
Samuel Scott, Pont de Westminster, v. 1744, dessin au lavis et aquarelle, 26,2 x 107,9 cm, Londres, British Museum, 1865.0610.1324
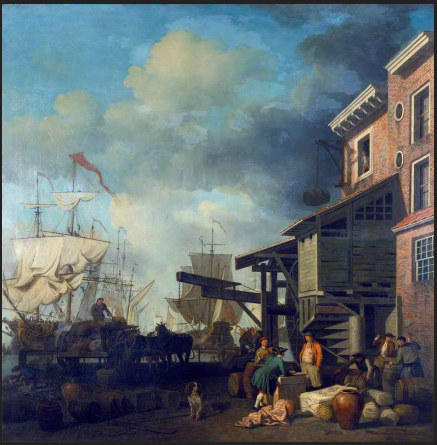
Samuel Scott, Un quai de la Tamise, v. 1757, huile sur toile, 160 x 137,1 cm, Londres, Victoria & Albert Museum, FA.249(0)

## Expositions
- Samuel Scott Bicentenary à la Guildhall Art Gallery du 3 mai au 3 juin 1972.